# 大野花桜
大野 花桜（おおの はなお）は日本の女性声優。主にアダルトゲームに声をあてている。

## 出演作品
太字は主役・メインキャラクター

### ゲーム

#### 2010年
- 性器雇用 〜製薬会社の新人狂育「一日一錠、わたし身も心も捧げます!」〜（原田 美香[1]）

#### 2011年
- 孕神〜はらかみ〜（河瀬美 冥那[2]）
- フラグへし折り男（屏風ヶ浦 麻美[3]）

#### 2012年
- 異種族の虜姫 〜せめて人間の相手をさせて!〜（アリス[4]）
- 射精管理する姉（円 紗月）
- 少女迷宮 〜淫猥姉妹の男性調教支配録〜（宵宮 まりな[5]）
- 牝アイドル 〜デビューした彼女が、男たちに密着マークされている件〜（浅葱 空）